# Plitvice
Plitvice[zdroj?] (chorvatsky Plitvica) je řeka v Licko-senjské a v Karlovacké župě v Chorvatsku. Patří k nejkratším řekám v zemi, je dlouhá 4 km.

## Vodní režim
Má dva významnější malé přítoky, kterými jsou Zbel a Čunica. Plitvice se vlévá do Korany pod Plitvickými jezery. Náleží k povodí Sávy.

## Využití
Řeka protéká územím národního parku Plitvická jezera.